# Wakou (magazine)
Pour les articles homonymes, voir Wakou.
Wakou  est un magazine français pour enfants, édité depuis 1989 par Milan Presse devenu filiale du groupe Bayard Presse.
Ce magazine s'adresse aux enfants de quatre à sept ans et s'intéresse surtout à la nature et aux animaux.

## Rubriques
En 2024, le magazine est découpé de la manière suivante:
- "BD Wakou": Bande dessinée d'une page mettant en scène Wakou la mascotte du magazine.
- "L'actu en vert": Actualités sur les animaux et la nature.
- "Dossier": Dossier thématique de plusieurs pages sur le sujet à la une.
- "qui à fait ça": Jeux
- "BD Balez & Malina"
- "Histoire en photo": Roman photos.
- "Sciences" : Double-page illustrée sur un sujet spécifique.
- "Le Wakouloriage": Coloriage d'une page.
- Histoire illustrée mettant en scène des animaux le plus souvent
- "Le coin-coin des nouveautés": Actualités culturelles (nouveaux livres, nouveaux jeux de sociétés, annonce d'évènements jeunesse ...)
- Présentation du prochain numéro

En plus de ses 36 pages  le magazine contient également des éléments détachables:
- 3 cartes à collectionner
- 1 quizz en lien avec les sujets traités dans le numéros
- 1 poster